# Andrea Aguyar
Andrea Aguyar, più noto come il Moro di Garibaldi (Montevideo, ... – Roma, 30 giugno 1849), è stato un militare uruguaiano che seguì Giuseppe Garibaldi in America meridionale e in Italia. Morì nel 1849 in difesa della Repubblica Romana.

## Biografia

### In Uruguay
Aguyar (o Aguiar/Agujar) nacque a Montevideo da padre e madre schiavi, sicché egli rimase tale fino a quando in Uruguay non venne abolita la schiavitù in seguito alla guerra civile del 1838. Sia i liberali Colorados che i conservatori Blancos, infatti, proclamarono l'emancipazione degli schiavi nel 1842 per rinforzare le proprie file con nuovi soldati.
Fu proprio durante l'assedio di Montevideo che Garibaldi ebbe modo di apprezzare il valore dei circa 5.000 ex schiavi, tra cui Aguyar, posti a difesa della città. Quando l'italiano tornò in Europa nel 1848, Aguyar, a differenza della maggior parte dei suoi compatrioti, lo seguì.

### A Roma

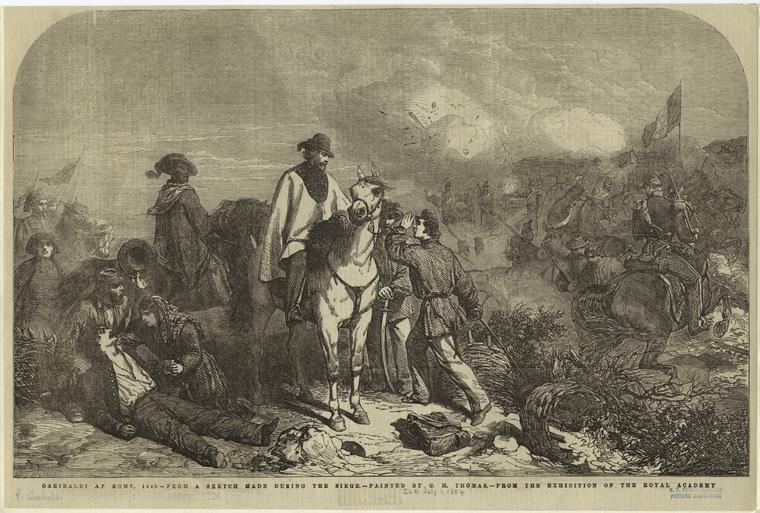
Garibaldi, Aguyar (a cavallo) e Nino Bixio durante l'assedio di Roma. Disegno del 1854 di William Luson Thomas basato sullo schizzo di George Housman Thomas realizzato nel 1849

Aguyar fu al fianco di Garibaldi sin dalle prime fasi della prima guerra di indipendenza italiana, partecipando alle vittorie di Luino e Morazzone. Le attenzioni su Aguyar da parte dell'opinione pubblica internazionale arrivarono, comunque, durante la sua permanenza a Roma per difendere la Repubblica Romana. Molti giornalisti infatti riportarono nei loro giornali di questo "esotico" personaggio, unico tra tutti. La rivista The Illustrated London News, ad esempio, pubblicò il 21 luglio 1849 un disegno rappresentante Aguyar e Garibaldi con la didascalia "Garibaldi and his negro servant", parlando dell'ex schiavo come un "ragazzo minuto, vestito con un cappotto aperto rosso e uno sgargiante fazzoletto di seta legato attorno al collo che copriva le spalle".
Di lui parlarono bene anche altri volontari stranieri giunti per combattere con Garibaldi, come lo svizzero von Hofstetter o il pittore olandese Jan Koelman, che scrisse di lui come un "Ercole di color ebano, un ex schiavo che seguì Garibaldi dal Brasile e che sorprese i nemici in battaglia disarcionandoli da cavallo con un lazo", da lui usato anche per catturare i cavalli senza più padrone dopo le battaglie. D'altra parte, Aguyar fu oggetto di critiche e caricature da parte di un giornale conservatore romano.
Nonostante fosse analfabeta, l'uruguaiano venne considerato molto capace e competente, specialmente nel cavalcare. Fu ritenuto responsabile di aver salvato la vita a Garibaldi diverse volte, come durante la battaglia di Velletri contro i soldati borbonici del Regno delle Due Sicilie, quando Aguyar difese Garibaldi caduto da cavallo e in grave pericolo. Lontano dal campo di battaglia Aguyar è menzionato per aver offerto a Garibaldi la sua sella in modo da permettergli un sonno più gradevole, e per aver costruito, sempre per Garibaldi, una tenda per ripararlo dal sole.
Aguyar si prese cura anche di Guerrillo (a volte chiamato anche Guerillo o Guerello), il cane che durante la battaglia di San Antonio sbucò dalle linee argentine per raggiungere quelle della Legione Italiana. Divenne celebre nelle cronache dei tempi come il cane a tre zampe che seguiva Garibaldi e Andrea Aguyar, tenendosi costantemente all'ombra sotto l'uno o l'altro cavallo.

### La morte
Il 30 giugno 1849 Aguyar, promosso tenente da Garibaldi, venne mortalmente ferito da una granata francese in vicolo del Canestraro (l'attuale via dei Panieri), all'altezza del civico 23, all'angolo con vicolo del Cedro, all'altezza del civico 3, vicino al convento di Santa Maria della Scala. Secondo alcuni testimoni, prima di spirare a Santa Maria della Scala, adibita ad ospedale, egli disse: "Lunga vita alle repubbliche di America e Roma!".
È considerato il primo martire nero del patriottismo italiano, e proprio per questo venne volutamente dimenticato dal regime fascista, al punto che solo il 21 maggio 2024 è stato inaugurato il suo busto tra le statue e i monumenti del Gianicolo a Roma. Ciononostante, una scalinata che collega viale Aurelio Saffi e via Fratelli Bandiera, a Monteverde, fu inaugurata nel 1935 e denominata Scalea Andrea il Moro. In occasione del 163º anniversario dalla morte, il Comune di Roma ha aggiornato la toponomastica, modificando il nome della scalinata in Scalea Andrea il Moro: Andrés Aguiar - Luogotenente della Repubblica Romana (1810-1849).
Nel 2013 l'Uruguay ha dedicato un francobollo da 45 centesimi alla memoria di Andrea Aguyar disegnato da Mary Porto Casas.

## Cinematografia
Nel 2012 nella miniserie televisiva Anita Garibaldi di Claudio Bonivento, Andrea Aguyar è stato interpretato da Thamisanqa Molepo.